# Congocepheus latilamellatus
Congocepheus latilamellatus är en kvalsterart som beskrevs av Sandór Mahunka 1984. Congocepheus latilamellatus ingår i släktet Congocepheus och familjen Carabodidae. Inga underarter finns listade i Catalogue of Life.